# 达希·丹巴
达希·丹巴（1908年3月29日—1989年），旧译德·达姆巴。出生于今蒙古国布尔干省特希格县，蒙古族，蒙古人民共和国政治家，曾任蒙古人民革命党中央委员会第一书记。

## 生平
1924年，丹巴加入蒙古革命青年联盟。此后，他先后在蒙古革命青年联盟的县级、省级组织以及乌兰巴托市的委员会任书记。1929年至1930年，丹巴帮助“开展党和政府有关清算封建主阶级并将其财产分给贫苦牧民的措施”。1930年，丹巴加入蒙古人民革命党，并毕业于蒙古人民革命党高级党校。1932年，他被作为蒙古人民革命党干部派送入蒙古人民革命军，以改善在士兵中的政治工作，这些士兵正在为在蒙古这样一个落后国家推动蒙古人民革命党的政策而奋战。丹巴历任蒙古人民革命军营、团、师政委。
1938年，丹巴当选为蒙古人民革命党南戈壁省委员会的第一书记。1939年7月，丹巴当选为蒙古人民革命党中央委员会主席团成员（后来于1940年4月连任）以及蒙古人民革命党中央委员会书记，并兼任蒙古人民革命党乌兰巴托市委员会书记。据说丹巴参与了乔巴山逮捕罗索尔·拉甘的密谋。第二次世界大战期间，丹巴协助动员蒙古为苏联红军提供帮助，从而获苏联劳动红旗勋章。1943年，丹巴成为蒙古人民革命党政治局候补委员，1947年12月在蒙古人民革命党第十一次代表大会上当选为政治局委员。自1947年至1954年，丹巴担任蒙古人民革命党中央委员会第二书记。1954年4月，他在蒙古人民革命党中央委员会全会上取代尤睦佳·泽登巴尔担任蒙古人民革命党中央委员会第一书记。该任职于1954年11月获得了蒙古人民革命党第十二次代表大会的追认。他也是大人民呼拉尔主席团成员。
1958年3月，蒙古人民革命党第十三次代表大会继续选举丹巴担任第一书记。在1958年11月召开的在蒙古人民革命党中央委员会全会上，丹巴“应其本人要求卸任其职务”。丹巴的第一书记职务改由尤睦佳·泽登巴尔担任，丹巴改任第二书记。1959年3月底，丹巴被免去第二书记以及政治局委员职务，原因是“深刻的思想政治方面的落后、保守、惰性”和“对歪曲和缺点的机会主义的容忍”。丹巴上台和下台的方式，以及暂时剥夺尤睦佳·泽登巴尔对党的领导，反映了斯大林死后苏联于1953年至1958年实行集体领导期间党和国家的矛盾，当时苏联共产党第一书记尼基塔·赫鲁晓夫将格奥尔基·马林科夫和尼古拉·亚历山德罗维奇·布尔加宁赶下台，以便自己掌握总理权力。一些观察家认为丹巴亲华，但这没有任何依据，除了1950年代蒙古（也包括苏联）同中华人民共和国的关系非常好。
丹巴下台后，在库苏古尔省的大山（Ikh-Uul）的动物农事机械站任站长。1962年1月起，丹巴任农业高级学校校长，任职长达15年。据认为，丹巴于1989年逝世。1990年11月，蒙古人民革命党中央委员会全会宣布，丹巴受到的政治指控是毫无根据的。2008年12月，苏赫巴托尔省法院宣布丹巴是政治迫害的受害者。